# نقی‌لار (شوشی)
نقی‌لار (به لاتین: Nağılar) یک منطقهٔ مسکونی در جمهوری آذربایجان است که در شهرستان شوشی واقع شده‌است.